# السيد نجم
السيد نجم (20 مارس 1948) هو كاتب مصري.

## حياته ونشأته
حاصل على بكالوريوس طب وجراحة الحيوان عام 1971، وعلى ليسانس الآداب، تخصص قسم الفلسفة عام 1980.

## مؤلفات
| الاسم                                                  | دار النشر                                          | تاريخ النشر | عدد الصفحات | ردمك ISBN            | المصدر               |
| ------------------------------------------------------ | -------------------------------------------------- | ----------- | ----------- | -------------------- | -------------------- |
| يحكى أن                                                | دار ناشري للنشر الالكتروني                         | 2004        |             |                      | [ 3 ]                |
| ثورة 25 يناير - رؤية ثقافية ونماذج تطبيقية             | الهيئة العامة لقصور الثقافة                        | 2012        | 191         | (ردمك 9770711462)    | [ 4 ] [ 5 ]          |
| حكايات طرح النيل                                       | الهيئة المصرية العامة للكتاب                       | 2018        | 275         | (ردمك 9789120850)    | [ 6 ] [ 7 ] [ 8 ]    |
| المصيدة                                                | الهيئة المصرية العامة للكتاب                       | 1993        | 168         | (ردمك 9770140775)    | [ 9 ] [ 10 ]         |
| النشر الإلكتروني والإبداع الرقمي                       | الهيئة العامة لقصور الثقافة                        | 2010        | 157         | (ردمك 9789777041133) | [ 11 ]               |
| غرفة ضيقة بلا جدران                                    | ار ناشري للنشر الالكتروني                          | 2004        |             |                      | [ 12 ]               |
| أشياء عادية في الميدان                                 | دار الهلال                                         | 2013        | 152         | (ردمك 978977715734)  | [ 13 ] [ 14 ] [ 15 ] |
| المقاومة والحب في الرواية العربية                      | دار الجمهورية للصحافة                              | 2005        | 260         | (ردمك 9789776507289) | [ 16 ] [ 17 ]        |
| بشارات نبوية                                           | مؤسسة زحمة كتاب للثقافة والنشر                     | 2021        | 168         |                      | [ 18 ] [ 19 ]        |
| شامخ البطل الصغير                                      | دار المعارف السلسلة: أجمل الحكايات                 | 2018        | 108         | (ردمك 9789770715018) | [ 20 ] [ 21 ]        |
| أدب المقاومة المفاهيم والمعطيات                        | مؤسسة دار الهلال                                   | 2014        | 200         |                      | [ 22 ]               |
| الروح وما شجاها                                        | الهيئة المصرية العامة للكتاب السلسلة: كتاب الإتحاد | 2008        | 218         |                      | [ 23 ] [ 24 ]        |
| كيف تصبح فندقياً إدارة الأقسام ومراقبة الأغذية بالفنادق | دار الوفاء لدنيا الطباعة والنشر                    | 2000        | 251         |                      | [ 25 ] [ 26 ]        |
| سامح قوي مثل الأسد                                     | مكتب التربية العربي لدول الخليج                    | 2015        |             |                      | [ 27 ]               |
| أدب المقاومة.. المفاهيم والمعطيات                      | مؤسسة دار الهلال                                   | 2014        | 200         |                      | [ 28 ]               |
| الديك كوك                                              | مؤسسة دار الهلال                                   | 2012        |             |                      | [ 29 ]               |
| كامس.. ابن الشمس                                       | مؤسسة دار الهلال                                   | 2007        |             |                      | [ 30 ]               |
| يابهية وخبرينى                                         | نادى القصة                                         | 2006        | 128         |                      | [ 31 ]               |
| المقاومة والحب في الرواية العربية                      | دار الجمهورية للصحافة                              | 2005        | 160         |                      | [ 17 ]               |
| طفل القرن الحادى والعشرين ذكاء - موهبة                 | دار الوفاء لدنيا الطباعة والنشر                    | 2004        |             |                      | [ 32 ]               |
| العتبات الضيقة : رواية                                 | الهيئة المصرية العامة للكتاب                       | 2001        |             |                      | [ 33 ]               |
| المباراة المثيرة                                       | الهيئة المصرية العامة للكتاب                       | 1998        |             |                      | [ 34 ]               |
| الاسد هس والفيل بص                                     | دار المعارف                                        | 1998        |             |                      | [ 35 ]               |
| أوراق مقاتل قديم                                       | الهيئة المصرية العامة للكتاب                       | 1988        |             |                      | [ 36 ]               |

## جوائز
- جائزة القصة القصيرة لنادي القصة بالقاهرة عامي 1984 و1992.
- جائزة سوزان مبارك في أدب الطفل عام 1993.
- جائزة الرواية العربية، نظمتها صحيفة (أخبار اليوم)، عام 1998.
- جائزة القصة القصيرة (في أدب الحرب)، نظمتها القوات المسلحة المصرية، عام 2000.[2]
- جائزة فلسطين العالمية عام 2022م- الدورة الثانية- رواية يافعين "شامخ البطل الصغير"
- -  جائزة القصة لقصيرة لنادي القصة بالإسكندرية 1980م. -جائزة القصة القصيرة لنادي القصة بالقاهرة عامى1984و1992. -جائزة القصة القصيرة لجمعية الأدباء والفنانين عام1984م. -تكريم هيئة الثقافة الجماهيرية- مديرية ثقافة دمياط عام 1985م -تكريم المجلس الأعلى للشباب والرياضة عام1985م -جوائز القصة (نوادي الأدب بالسعودية- الطائف- أبها- جيزان) فى عام 1986م. -جائزة القصة القصيرة- نادي القصة بالإسكندرية عام1986م -جائزة القصة القصيرة –اتحاد العمال عام1986م -  جائزة القصة لهيئة رعاية الفنون الآداب بالأسكندرية1986م. -تكريم محافظة شمال سيناء عام1987م -جائزة "سوزان مبارك" في أدب الطفل عام1990م. -جائزة المجلس الأعلى للثقافة- الدراسات الأدبية-عام1992م. -جائزة مسابقة "تيمور" المسرحية عام 1995م. -جائزة الرواية العربية "نظمتها دار "أخبار اليوم" عام1997. -تكريم المؤتمر الأدبي الأول لأدباء القاهرة 1999م. -جائزة القصة القصيرة (في أدب الحرب) نظمتها القوات المسلحة المصرية عام2000م. -جائزة القصة القصيرة (من وحى أكتوبر)- اتحاد الإذاعة والتليفزيون عام2002م..
- * قراءة نقدية حول الأعمال الإبداعية: .. البحوث والرسائل العلمية حول أعمال السيد نجم:  * -1-رسالة ماجستير بعنوان "(البناء الفني في الأعمال الروائية للسيد نجم)-الباحثة رندا جمال سعد— اشراف أ. د. عبدالمنعم أبوزيد- كلية دار العلوم- جامعة الفيوم- تمت المناقشة عام 2014م                              -2-رسالة ماجستير بعنوان "(المقاومة في روايات السيد نجم.. دراسة تحليلية)- الباحثة "زينار قدري"-  إشراف أ. د. أحمد يوسف- كلية الآداب جامعة سوهاج.. تمت المناقشة في 2015م.                                     -3- بحث ترقى إلى درجة الأستاذ مساعد"(قصص الطفل: انفتاح الرؤية ومرونة السرد (قراءة فى قصص السيد نجم) - د.محمد هندى- كلية آداب سوهاج – 2017م ( تم إعداده فى كتاب 2021م)                                                                                   -4-رسالة ماجستير "(جماليات المكان في روايات السيد نجم)- الباحثة ممتازة محمد السيد عبدالسلام- المشرف أ. د .محمد أبو المجد- كلية دار العلوم-جامعة الفيوم- يوليو 2022م)                                         -5-بحث ترقي إلى درجة الاستاذية (خصائص فنية رواية حكايات طرح النيل)-د.حمدى النورج- أكاديمية الفنون-2022م                                                                                                                       &رسالة ماجستير (بناء الشخصية في الإبداع الروائي عند السيد نجم)- الباحثة مريم حسن- اشراف أ.د.سحر شريف-كلية الاداب- جامعة الاسكندرية (لم يحدد ميعاد المناقشة) (رسائل وبحوث جامعية تضمنت بعض أعمال السيد نجم )                                                                           *رسالة الدكتوراة للباحثة,”وداد عبد الفتاح خليفة“,” بجامعة الأزهر، بعنوان “,”أثر حرب أكتوبر على الاتجاه التعبيري في أدب الكاتب الروائي، أهارون ميجيد وجمال الغيطاني“- عام2016م *رسالة ماجستير بعنوان (إتجاهات السرد القصصي في مصر في العقد الأخير من القرن العشرين)- الباحثة دعاء الحناوي- اشراف د. محمود الضبع- جامعة قناة السويس-( لم يحدد ميعاد المناقشة) & (نصوص في رسائل جامعية فى أدب الطفل والرواية والثقافة الرقمية )                 *قراءة نقدية فى أدب الطفل:  - كتاب "أدب الأطفال بين التراث والمعلوماتية"- د.محمود الضبع – الدار اللبنانية المصرية2009م.  - كتاب "أدب الطفل بين الشعرية والتقنيات الرقمية" – أحمد فضل شبلول- دار التلاقى2009م.  - كتاب "الجمال في قصص الأطفال"- فؤاد حجازي-هيئة قصور الثقافة2003م -"صورة الطفل فى القصة القصيرة وأدباء الثمانينيات" بقلم مصطفى القاضي– عن هيئة الكتاب عام 1988م، اعادة طبع فى 2003م.                                                              &رسالة دكتوراه "(صورة المرأة في أدب الطفل)- د. محمد سيد عبدالتواب ( بعض القصص) 2016م                                                                                                   -  &بعض القصص للطفل، برسالة الدكتوراة "القضايا الموضوعية والفنية فى مختارات من رواية الطفل العربى"- للباحث الاردنى "بادى رضا بادى الحباشة- اشراف أ.د. سامح عبدالعزيز- تمت فى 2015م   - - &تضمين بعض القصص ضمن رسالة ماجستير للباحثة/ ايمان جمال السباعى داود-كلية الدراسات العليا للطفولة بجامعة عين شمس "ملامح تمكين ذوي الاحتياجات الخاصة باصدارات وزارة الثقافة رؤية مصر 2030 دراسة فى تحليل المضمون/ اشراف أ.م د.عمرو محمد كله ود.مصطفى شلبي عام2022م